# Hortense Bégué
Hortense Bégué (Caubous, 12 de abril de 1890 - París, 9 de mayo de 1957), conocida también como Hortènsia Begué, fue una escultora e ilustradora francesa.

## Biografía
A principios del siglo XX residió en París, donde en 1913 conoció al que sería su marido, Celso Lagar, que había llegado en 1911 para estudiar escultura. En París mantuvo una relación de amistad con el escultor Joseph Bernard y el pintor Amedeo Modigliani.Huyendo de la Primera Guerra Mundial, la pareja llegó a Barcelona, donde vivió y participó de la vida artística hasta 1919. Se sabe que como mínimo expuso dos veces, la primera en la Sala Dalmau y la segunda en las Galerías Laietanes, en las dos ocasiones con su compañero Lagar. A principios de 1915 se pudieron ver esculturas y acuarelas y en la primavera del 1918, además, dibujos con temática de animales. El hecho de que hiciera dibujos para la revista Un enemic del poble, junto con ilustradores y artistas como Xavier Nogués, Joaquín Torres García, Pau Gargallo o Montserrat Casanova, indica que se integró en los círculos culturales y artísticos de la ciudad. 
En 1919 volvió a París, desde donde, con su marido, viajó puntualmente a Colliure y a Bretaña, especialmente a partir de 1927. Aquel mismo año expuso una escultura en talla, titulada Les deux amis (Los dos amigos) y el yeso Singe (Mono) en el Salón de los independientes. En abril del año siguiente su exposición en la galería Zborowski, presentada por el poeta Max Jacob, obtuvo un gran éxito, especialmente las obras Bataille d'ours, Cerf et biche, Ours qui fait le beau, el bronce Dromadaire, Ours qui mange), Biches y Ourson.  
Fue la primera mujer que expuso en el Ateneo de Madrid, destacando sobre todo por su escultura de temática animalista de figuración estilizada.
Al estallar la Segunda Guerra Mundial se refugiaron en los Pirineos, donde vivieron condiciones difíciles. Regresaron a París en 1944, una vez liberada la ciudad, pero sus carreras artísticas se fueron apagando. 
En octubre del 2021 el museo de Arte de Gerona presentó una exposición que refleja los años que Hortense Bégué y Celso Lagar pasaron en Cataluña y en la que por primera vez se pudo hacer una muestra retrospectiva de su obra.